# Clavering Ø

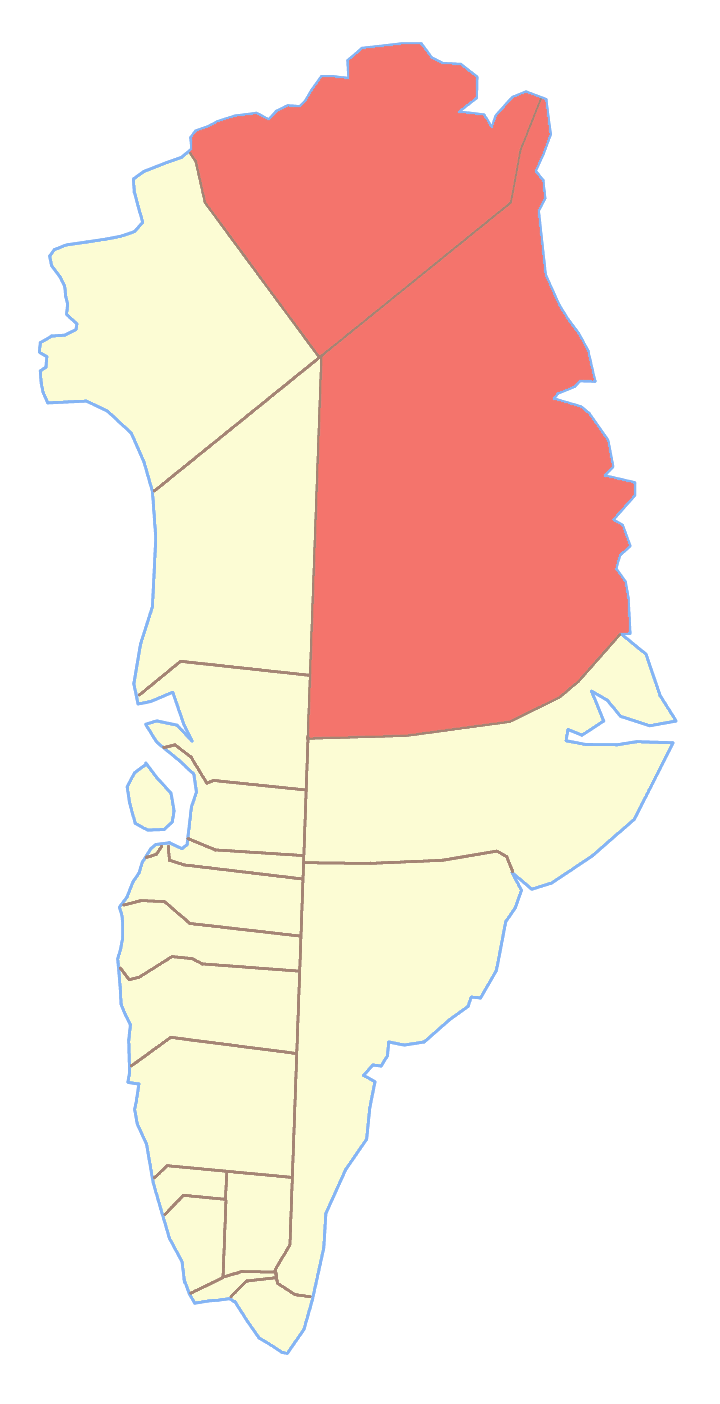
Parco nazionale della Groenlandia nordorientale, dove si trova Clavering Ø

Clavering Ø è un'isola disabitata della Groenlandia di 1535 km². Si trova a 74°16'N 21°00'O; è situato nel Parco nazionale della Groenlandia nordorientale, fuori da qualsiasi comune.